# К'єтіль Борх
К'єтіль Борх (норв. Kjetil Borch, нар. 14 лютого 1990) — норвезький веслувальник, срібний призер Олімпійських ігор 2020 року, бронзовий призер Олімпійських ігор 2016 року, чемпіон світу .

## Виступи на Олімпіадах
| Олімпіада           | Дисципліна   | Місце |
| ------------------- | ------------ | ----- |
| Лондон 2012         | парні двійки | 7     |
| Ріо-де-Жанейро 2016 | парні двійки | 3     |
| Токіо 2020          | одиночки     | 2     |
| Париж 2024          | парні двійки | 10    |

## Зовнішні посилання
- К'єтіль Борх — олімпійська статистика на сайті Sports-Reference.com (англ.) (архівна версія)

1. ↑  Kjetil Borch